# Antennetuner
En antennetuner eller ATU (fra engelsk antenna tuning unit omtrent dansk "antennetilpasningsenhed") er en enhed, som kan kobles mellem en radiosender, radiotransceiver eller/og sjældnere radiomodtager - og transmissionslinjen, eller bedre mellem transmissionslinjen og radioantennen.
En antennetuner kaldes også: Antenna Matching Unit, Aerial Matching Unit (AMU), matchbox, transmatch, antenna coupler, Antenna Coupling Unit (ACU), Antenna System Tuning Unit (ASTU), Antenna System Correction & Tuning Unit (ASCTU).

## Formål og placering
En antennetuners formål er impedanstilpasning af antennens impedans til radiosenderens ønskede belastningsmodstand. I langt de fleste tilfælde er transmissionslinjens karakteristiske impedans lig radiosenderens ønskede belastningsmodstand. Hvis antennetuneren sættes mellem radiosenderen og transmissionslinjen, vil mistilpasningen mellem transmissionslinjen og antennen skabe stående bølger i transmissionslinjen og resultatet er øget effekttab i denne og i radiosenderen. Derfor er det bedst at sætte antennetuneren mellem transmissionslinjen og antennen (udendørs).
Hvis transmissionslinjen var tabsfri og kan tåle de højere strømme og spændinger, ville det være lige meget hvor antennetuneren blev isat. Formålet med antennetuneren er, at forbedre tilpasningen mellem radio og transmissionslinjen og/eller radioantenne. Antennens virkningsgrad eller udstrålingsdiagram bliver ikke ændret (fx forbedret) af antennetuneren. Dog vil fraværet af en balun typisk kunne ændre udstrålingsdiagrammet til det værre. Men systemet bestående af radiosender, transmissionslinje og en utilpasset radioantenne, bliver forbedret af en antennetuner, da radiosenderens miljø kan blive optimal, hvilket betyder, at radiosenderen kan aflevere langt det meste af den ønskede sendeeffekt til radioantennen.
En kommunikationsradio og transmissionslinje har sædvanligvis en fast impedans (typisk 50 ohm), som gælder et stort spektre af frekvenser, men antenner har kun den bestemte ønskede impedans ved resonansfrekvensen og typisk helt andre impedanser ved andre frekvenser. En antennetuner kan omdanne impedansen sådan at kommunikationsradioen "oplever", at impedansen er rigtig for et større frekvensspektre, sådan at samme antenne kan benyttes for et større spektre af frekvenser. Antennetuneren skal typisk justeres hver gang frekvensen ændres noget.

## Simpel bredbåndstilpasning
Radiofrekvens transformatorer og autotransformatorer bliver nogle gange indlejret i design af smalbåndsantennetunere og antennekabelforbindelser. Transformatorer har typisk kun lille effekt på en antennes eller en smalbåndssenders kredsløb, men de kan gøre at antennetuneren bedre kan tilpasse impedanser.
Baluner har typisk også kun lille effekt på antennens eller en smalbåndssenders kredsløb, men de kan gøre at antennetuneren kan omforme mellem balanceret og ubalanceret kabling når nødvendig. En balun (eller fraværet af denne) vil påvirke antennens virkningsgrad eller udstrålingsdiagram.
Antennetilpasningsmetoder, som anvender transformatorer, kan typisk dække flere oktaver af frekvenser. En kommerciel kortbølge balun kan fx dække 3,5–30 MHz - dvs næsten hele kortbølgebåndet.

## Smalbåndstilpasning
"Smalbånd" metoderne beskrevet herefter favner kun et mindre frekvensinterval (for hver justering), i modsætning til bredbåndsmetoderne beskrevet ovenfor.

### Tilpasning med L-netværk
Et elektrisk netværk bestående af input, output - og en serie reaktiv komponent mellem input og output - og en parallel reaktiv komponent over enten input og output - kaldes et "L"-netværk. De to reaktive komponenter udgøres af kondensatorer og spoler (to i alt). Dette kredsløb er vigtigt, da mange automatiske antennetunere anvender det.
Dette kaldes et "L"-netværk fordi de to reaktive komponenter former et "L" roteret og/eller spejlet.

#### Typer af L-netværk og deres brug
L-netværk kan have otte forskellige konfigurationer, seks af dem er vist her.
En generel regel (med nogle undtagelser) er at L-serieelementets enlige ende går til siden med den laveste impedans.
Denne generelle regel gælder kun for resistive belastninger, med kun lidt reaktans. I de tilfælde hvor belastningen er overvejende reaktiv, såsom en antenne tilført et signal med frekvenser langt fra enhver antenneresonans, kan en anden konfiguration være nødvendig.
Et (evt. roteret og/eller spejlet) L-LC-netværk (fire styk ialt) er det simpleste kredsløb, hvormed man kan tilpasse en belastning med reaktans og resistanstransformation. Desuden kan man analytisk beregne eller måle sig frem til den mest effektive L-LC-netværkskonfiguration. Derfor er et (evt. roteret og/eller spejlet) L-LC-netværk bedre egnet til automatiske (og manuelle) antennetunere, når anvendt med R (resistans), jX (fase eller reaktans) og G (ledningsevne) nul-visere.
En antennetuner baseret på L-LC-netværk er mest effektiv i langt de fleste tilfælde.

### Tilpasning med transmissionslinje
En antennetuner kan udgøres af en serie (typisk balanceret) transmissionslinje længder mellem input og output - og en mængde firedobbelpolede omskiftere som skifter en given transmissionslinje længde ind eller ud af signalvejen. For en given signalfrekvens vil antennetuner kunne tilpasse en antennes impedans til fx 50 ohm. En separat balun anvendes til at omsætte fra fx 50 ohm ubalanceret - og 50 ohm balanceret.

### Andre tilpasningsnetværk
Der findes mange andre (meget kendte) antennetuner tilpasningsnetværk som kan anvendes, men de fleste af dem har ikke analytiske eller entydige løsninger og er derfor ikke specielt egnet til automatiske antennetunere - og giver hermed mulighed for ineffektive (ikke-optimale) tilpasninger ved automatisk og manuel justering. Eksempler på andre tilpasningsnetværk: π-netværk, L-match, T-match, reciprok L-netværk, differentiel-T-match, "Ultimate"-Transmatch, SPC-Transmatch.
Som nævnt ovenfor er et (evt. roteret og/eller spejlet) L-LC-netværk bedre egnet til automatiske og manuelle antennetunere, når anvendt med R (resistans), jX (reaktans) og G (ledningsevne) nul-visere.

## Avanceret engangsbredbåndstilpasning
Det kan lade sig gøre at måle en antennes impedans som funktion af frekvensen - og så designe en bredbåndsantennetuner som kobles til antennen. Dette system af antenne og bredbåndsantennetuner behøver ingen efterfølgende justering og systemet er hermed gjort bredbåndet. Via systemet kan man sende kanaler med stor båndbredde eller springe mellem mange frekvenser uden genjustering.